# زیردریایی یو-۷۲۲
زیردریایی یو-۷۲۲ (به انگلیسی: German submarine U-722) یک زیردریایی است که طول آن ۶۷٫۱ متر (۲۲۰ فوت ۲ اینچ) می‌باشد. این زیردریایی در سال ۱۹۴۳ ساخته شد.